# Naučná stezka Heřmanický rybník
Naučná stezka Heřmanický rybník je značená naučná stezka, která vede podél břehů Heřmanického rybníka v přírodní památce Heřmanický rybník, resp. v evropsky významné lokalitě Heřmanický rybník. Nachází se především v Heřmanicích v městském obvodu Slezská Ostrava statutárního města Ostrava a jen okrajově ve Vrbici, části města Bohumín v okrese Karviná. Leží také v nížině Ostravská pánev v Moravskoslezském kraji a v Horním Slezsku.

## Popis naučné stezky
Naučná stezka Heřmanický rybník, vede kolem části Heřmanického rybníka a návštěvníky seznámí s přírodním bohatstvím široké nivy řeky Odry. Má délku 3 km a je na ní 5 zastavení s informačními tabulemi. Byla postavena v roce 2012. Zaměření stezky je na přírodu a historii oblasti a nivy blízké řeky Odry. Heřmanický rybník je významnou ornitologickou lokalitou, kde je možné dlouhodobě zhlédnout až 250 druhů ptáků. Stezka začíná nedaleko autobusové zastávky městské hromadné dopravy U Dvora a vede převážně po lesní cestě. Zajímavostí jsou také četné rybářské posedy (stavby na kůlech nad hladinou rybníka) mezi rákosím. Heřmanický rybník je jedinečný také svou silně mineralizovanou slanou vodou s obsahem bóru a jódu, která má souvislost s blízkou důlní činností. Na trase stezky se nachází také ptačí pozorovatelna/vyhlídka – ornitologická pozorovatelna Heřmanický rybník s výhledem na rybník a jeho okolí. Netradiční kulisu dělá na dohled stojící halda Heřmanice, která stále prohořívá, i když se postupně odtěžuje a odváží. Stezka je celoročně volně přístupná.

## Galerie

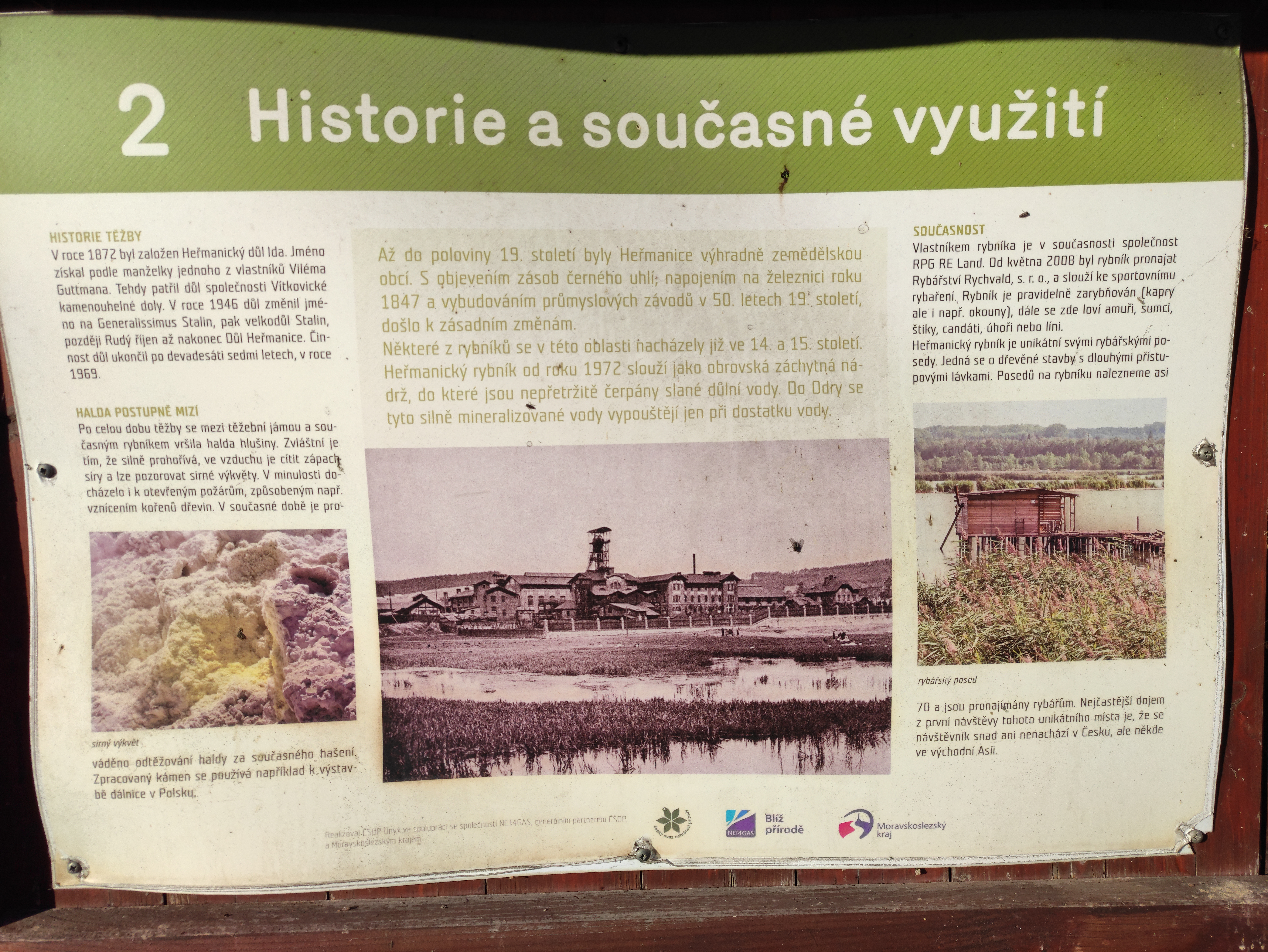
Zastavení č. 2
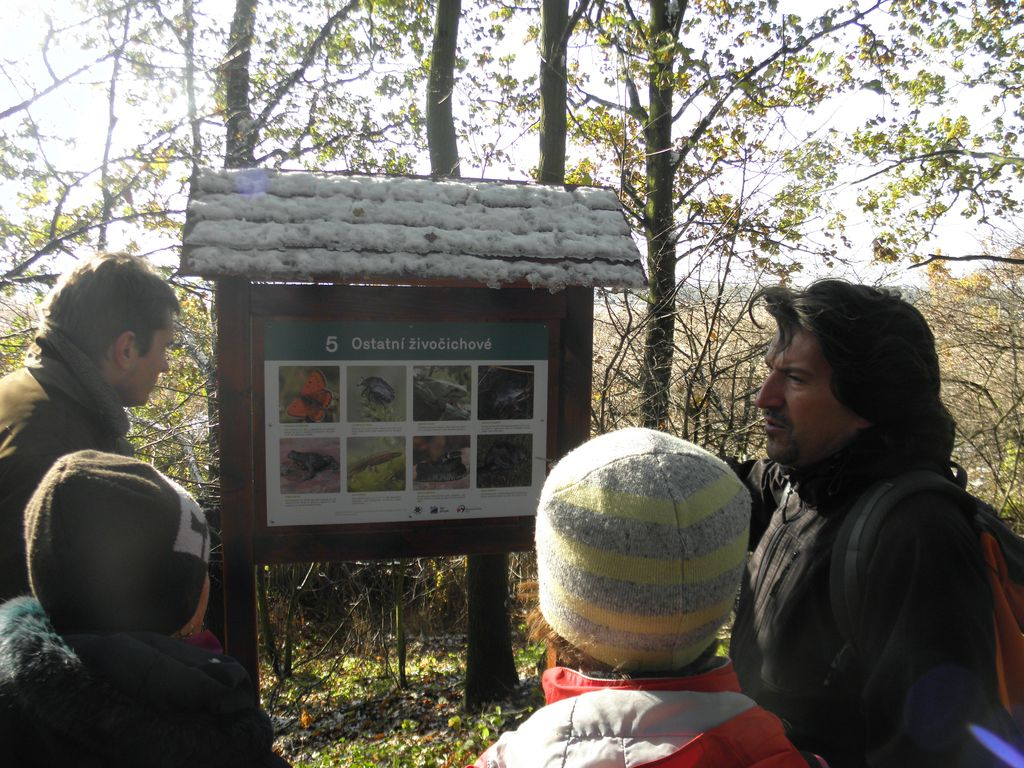
Zastavení č. 5
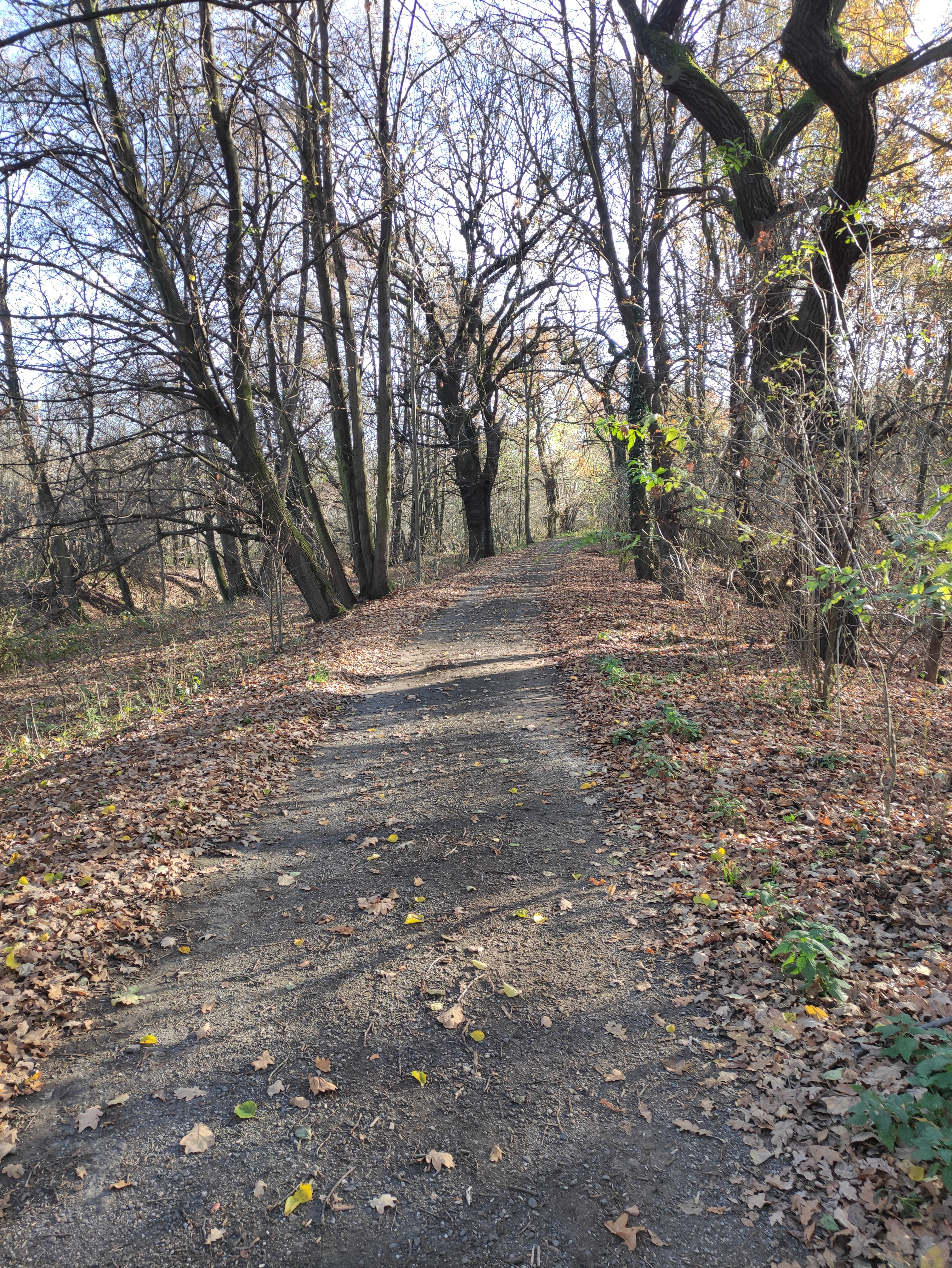
Lesní cesta na hrázi rybníka
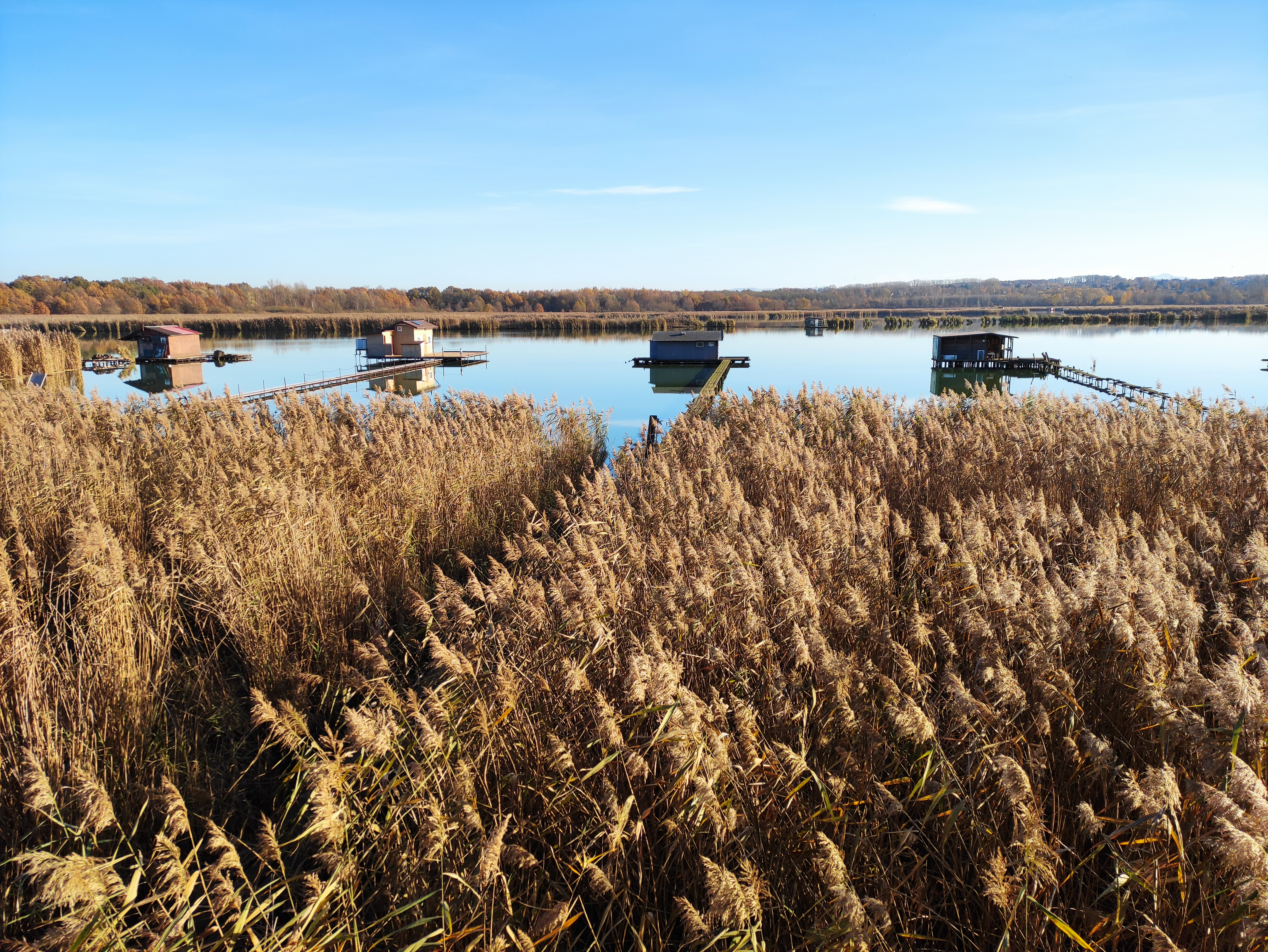
Heřmanický rybník
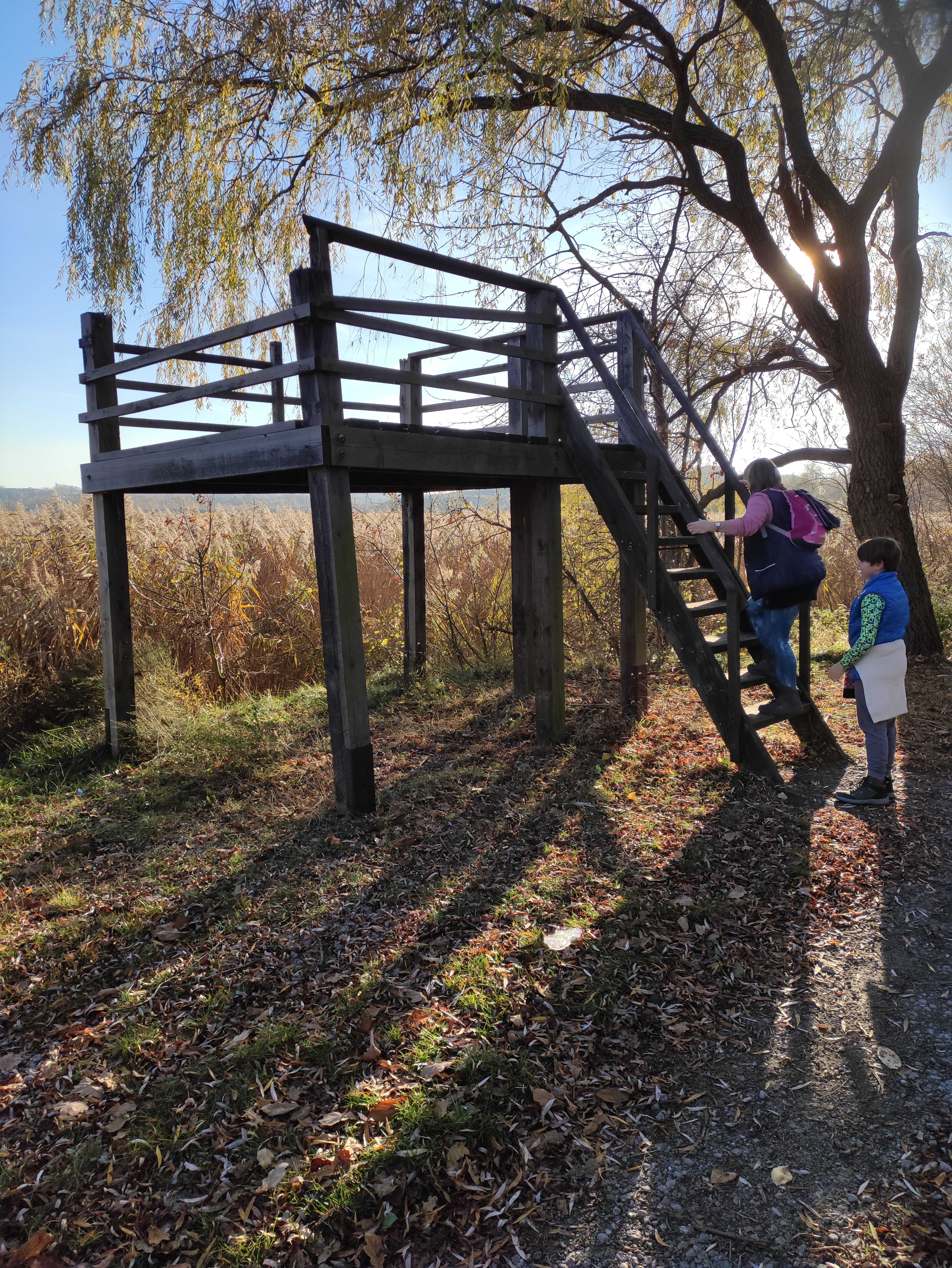
Ornitologická pozorovatelna Heřmanický rybník